# 浅田町 (日進市)
浅田町（あさだちょう）は、愛知県日進市にある地名。17の小字が設置されている。

## 地理
日進市の西部に位置し、野方町・折戸町・藤塚・浅田平子・赤池町・赤池二丁目・梅森町および東郷町大字和合に接する。

### 小字
町内に存在している字は以下の通りである。
| - 上ノ山（うえのやま） - 大島（おおしま） - 上小深田（かみこふかだ） - 北田面（きただめん） - 笹原（ささはら） - 三ケ所（さんがしょ） - 下小深田（しもこふかだ） - 上納（じょうのう） - 茶園（ちゃえん） | - 西浦（にしうら） - 西田面（にしだめん） - 西前田（にしまえだ） - 東田面（ひがしだめん） - 東前田（ひがしまえだ） - 平池（ひらいけ） - 美濃輪（みのわ） - 森下（もりした） |

### 河川
- 天白川
- 豊田川（箕午川）

## 歴史
愛知郡浅田村を前身とする。

### 町名の由来
『尾張国地名考』に「極めての薄地にて、近辺第一の卑損地なればいふなるべし」とあるが、深田に対する浅い田の意味や、麻がとれたことによる説がある。

### 沿革
- 1889年（明治22年）10月1日 - 町村制施行・合併に伴い、愛知郡香久山村大字浅田となる[6]。
- 1906年（明治39年）5月10日 - 合併に伴い、日進村大字浅田となる[6]。
- 1958年（昭和33年）1月1日 - 町制施行に伴い、日進町大字浅田となる[6]。
- 1994年（平成6年）10月1日 - 市制施行に伴い、日進市浅田町となる[7][8]。
- 2001年（平成13年）8月11日 - 一部が藤塚となり、一部を折戸町へ編入[9][10]。
- 2011年（平成23年）10月11日 - 一部（字平子の全域）が浅田平子一～三丁目となる[11]。

## 世帯数と人口
2019年（令和元年）7月1日現在の世帯数と人口は以下の通りである。
| 町丁   | 世帯数    | 人口    |
| ------ | --------- | ------- |
| 浅田町 | 2,142世帯 | 5,082人 |

### 人口の変遷
国勢調査による人口の推移
| 1995年（平成7年）  | 4,379人 | [ 12 ] |  |
| 2000年（平成12年） | 5,277人 | [ 13 ] |  |
| 2005年（平成17年） | 5,899人 | [ 14 ] |  |
| 2010年（平成22年） | 6,604人 | [ 15 ] |  |
| 2015年（平成27年） | 7,059人 | [ 16 ] |  |

## 学区
市立小・中学校に通う場合、学区は以下の通りとなる。また、公立高等学校に通う場合の学区は以下の通りとなる。
| 字・番地等                   | 小学校             | 中学校               | 高等学校 |
| ---------------------------- | ------------------ | -------------------- | -------- |
| 美濃輪・笹原・西田面の各一部 | 日進市立赤池小学校 | 日進市立日進西中学校 | 尾張学区 |
| その他                       | 日進市立西小学校   | 日進市立日進西中学校 | 尾張学区 |

## 交通
- 国道153号
- 愛知県道58号名古屋豊田線
- 愛知県道219号浅田名古屋線

## 施設
- 愛知県立日進西高等学校
- 日進市立西小学校
- 日進市立中部保育園
- 日進市生涯学習プラザ
- 尾三消防本部日進消防署西出張所
- 名古屋市交通局
  - レトロでんしゃ館（市電・地下鉄保存館）
  - 日進工場

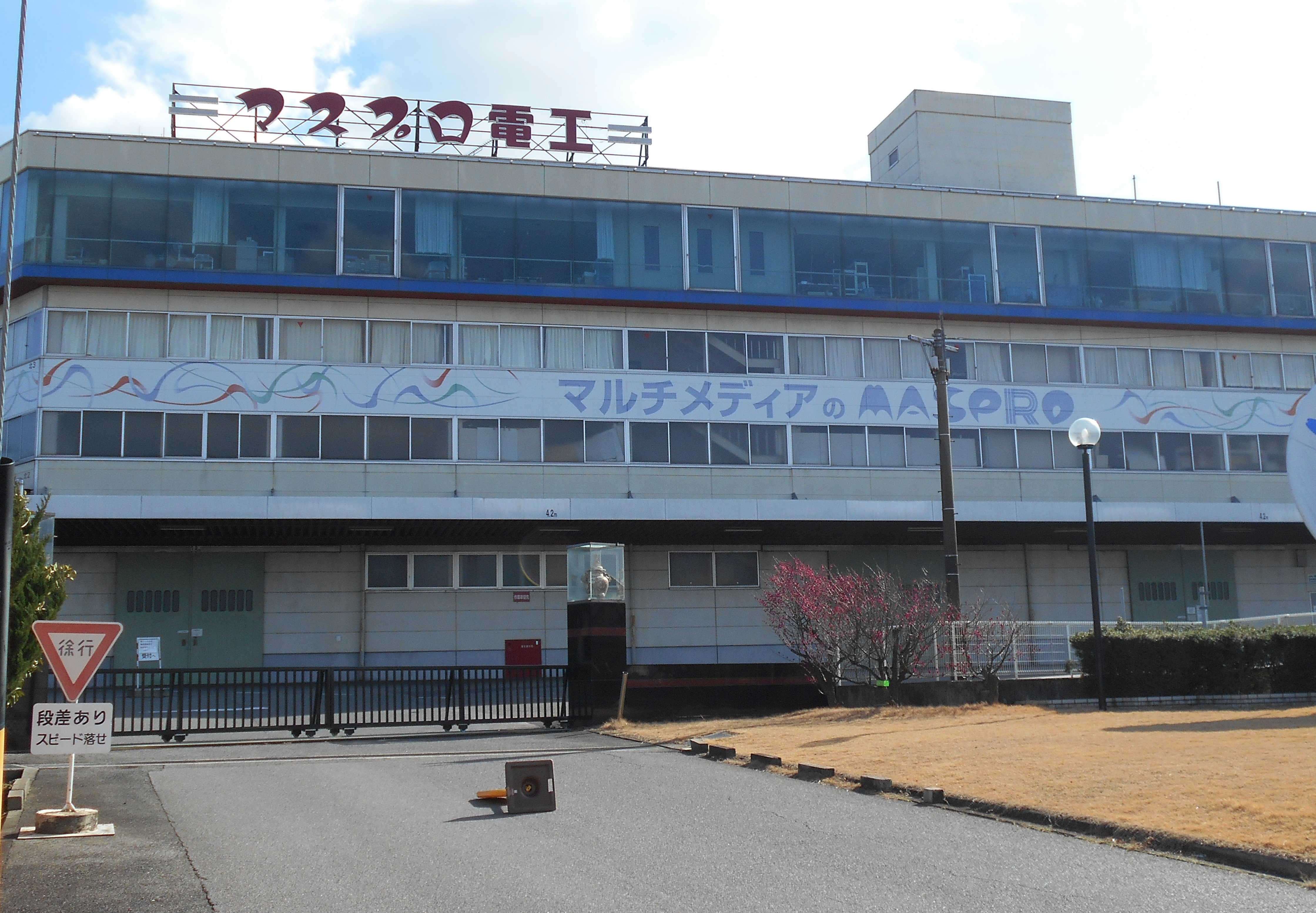
マスプロ電工本社
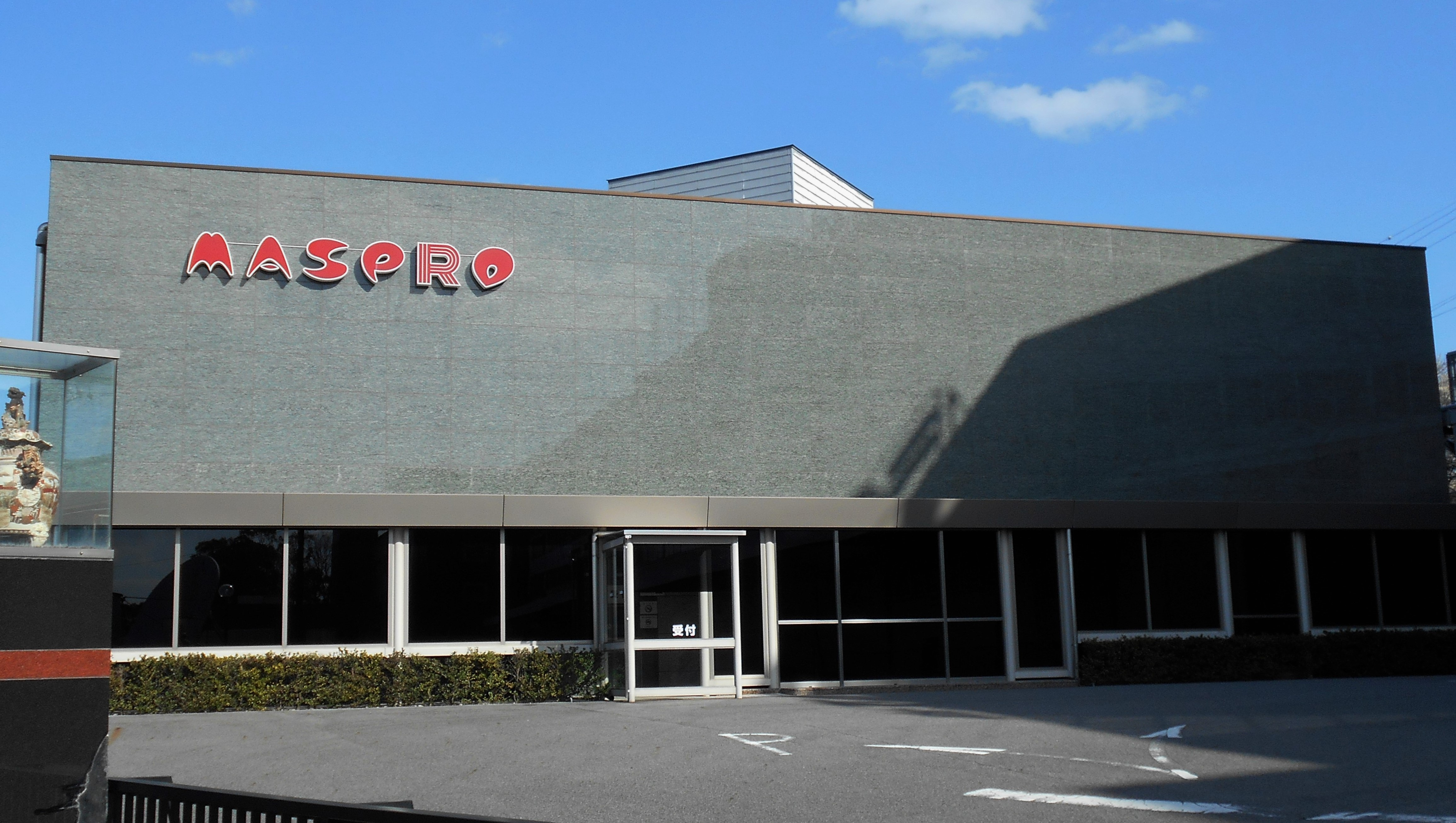
マスプロ美術館
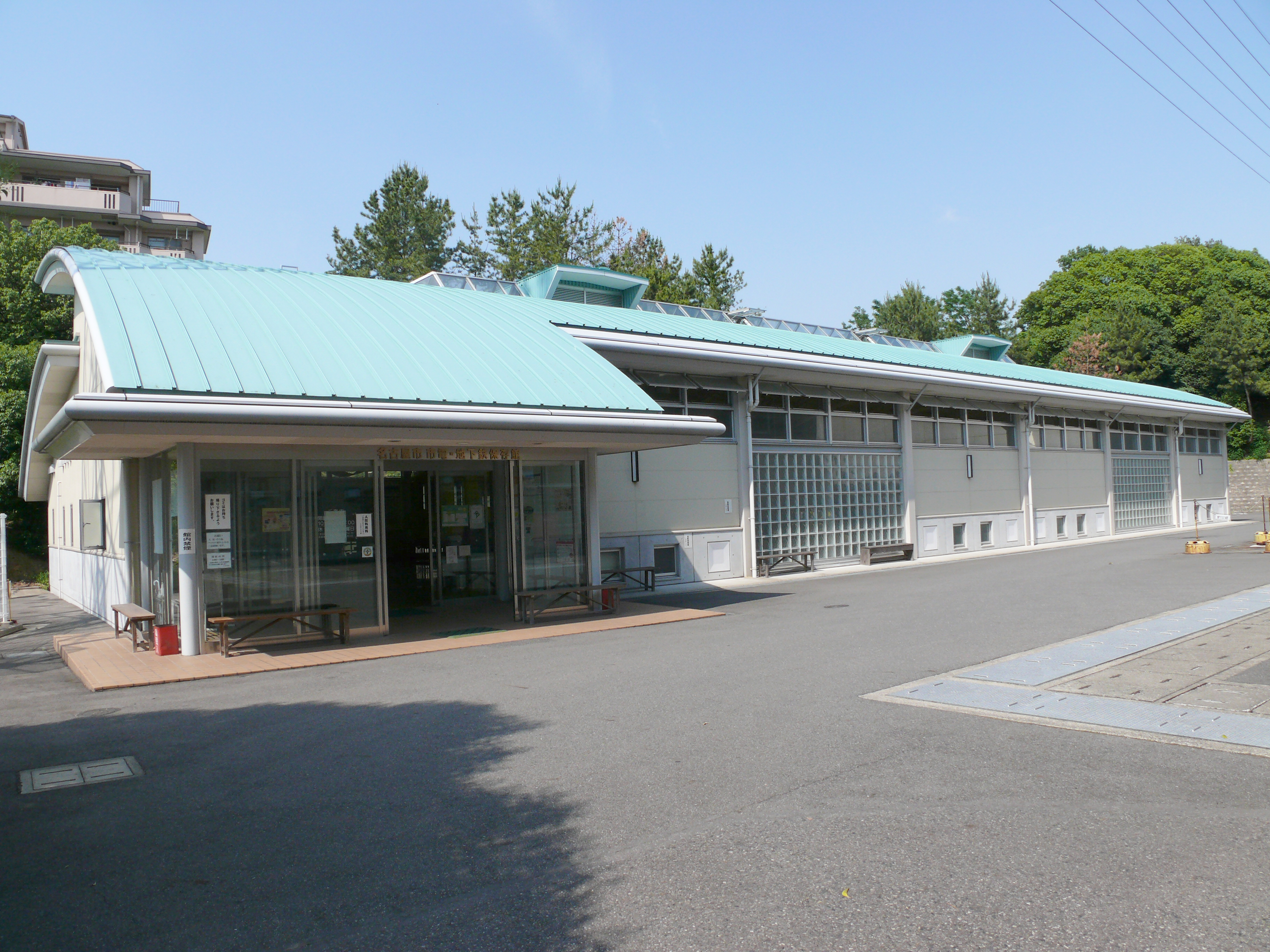
レトロでんしゃ館
  - マスプロ美術館
- タンガロイ名古屋工場
- 豊田信用金庫日進支店
- JAあいち尾東浅田支店
- カネスエ浅田店
- ヤマダデンキテックランド日進店
- 服部家具センター日進店
- ニトリ日進店
- 東邦ガス日進営業所
- 西濃運輸名古屋東支店
- 西部福祉会館
- 南部浄化センター
- 上納池スポーツ公園
- 阿弥陀寺
- 性海寺

- マスプロ電工本社
- マスプロ美術館
- レトロでんしゃ館

## その他

### 日本郵便
- 郵便番号 : 470-0124[3]（集配局：日進郵便局[19]）。